# Trogloiulus comensis
Trogloiulus comensis är en mångfotingart som beskrevs av Pius Strasser 1977. Trogloiulus comensis ingår i släktet Trogloiulus och familjen kejsardubbelfotingar. Inga underarter finns listade i Catalogue of Life.